# 91:an Karlssons bravader
91:an Karlssons bravader är en svensk komedifilm från 1951 i regi av Gösta Bernhard.

## Handling
Regementet förbereder en manöver och staben har gjort en karta som dock kommer på villovägar och det ställer till stora problem för de inblandade. 87:an och 91:an ställer som vanligt till det. 91:an blir till slut den stora hjälten och belönas för detta, medan det går värre för korpral Revär.

## Om filmen
Filmen premiärvisades den 26 december 1951 på minst tretton platser i landet. Den spelades in vid Imagoateljéerna i Stocksund med exteriörscener från Stocksund med omgivningar och Livregementet till häst i Stockholm av Kalle Bergholm. Som förlaga har man Rudolf Peterssons fiktiva person 91:an Karlsson som publicerades första gången i tidningen Allt för Alla 1932. I filmen medverkar Södra Teaterns balett.
91:an Karlssons bravader har visats i SVT, bland annat i april 2014 och april 2024..

## Rollista (komplett)
- Gus Dahlström – 91:an Mandel Karlsson, beväring
- Holger Höglund – 87:an Axelsson, beväring
- Fritiof Billquist – korpral Revär
- Iréne Söderblom – Elvira, major Morgonkrööks husa
- Marion Sundh – Eva, överste Gyllenskalps husa
- Gurli Bergström – överstinnan Gyllenskalp
- John Norrman – överste Gyllenskalp
- Lasse Krantz – Major Morgonkröök
- Georg Adelly – postbudet på regementet
- Ragnar Klange – major Jokern
- Git Gay – kalaspinglan i drömmen
- Arne Källerud – regementsläkaren
- Carl-Axel Elfving – bastubablåsare på regementet
- Stig Johanson – telegrafisten på båten
- Gösta Bernhard – mannen med måttbandet
- Gösta Krantz – beväring
- Sven Ericsson – beväring som söker läkare för hicka
- Sylva Åkesson – hans fästmö
- Nils Ohlson – ena beväringen som håller måttbandet
- Olle Ekbladh – furiren på skjutbanan
- Kerstin "Kiki" Bratt – en av flickorna i omklädningsrummet

## Musik i filmen
- "Valse Martynique", kompositör Hans Wallin, instrumental
- "Svenska arméns revelj", kompositör Johann Heinrich Walch, instrumental
- "Hej! Sparka takten", kompositör och text Harry Iseborg, sång Georg Adelly, Gus Dahlström och Holger Höglund
- "Allegro molto", kompositör Jules Sylvain och Gunnar Johansson, instrumental
- "Tack för kaffet", kompositör Gus Dahlström, text Harry Iseborg, sång Gus Dahlström, Holger Höglund, Georg Adelly, Iréne Söderblom och Marion Sundh
- "Effektmusik", kompositör Olle Lindholm, instrumental
- "Opp – omkull", kompositör Gus Dahlström, instrumental
- "En elak dröm", kompositör och text Gösta Bernhard, sång Git Gay

## DVD
Filmen gavs ut på DVD 2016.